# Comuna Hirtshals
Hirtshals (Hirtshals Kommune) a fost o comună din comitatul Nordjyllands Amt, Danemarca, care a existat între anii 1970-2006. Comuna avea o suprafață totală de 195,95 km² și o populație de 14.268 de locuitori (în 2004), iar din 2007 teritoriul său face parte din comuna Hjørring.
1. ↑   https://www.retsinformation.dk/eli/lta/1970/62 Lipsește sau este vid: |title= (ajutor)